# Chisholm (Maine)
Chisholm es un lugar designado por el censo ubicado en el condado de Franklin en el estado estadounidense de Maine. En el Censo de 2010 tenía una población de 1.380 habitantes y una densidad poblacional de 243,74 personas por km².

## Geografía
Chisholm se encuentra ubicado en las coordenadas 44°29′35″N 70°11′33″O / 44.49306, -70.19250. Según la Oficina del Censo de los Estados Unidos, Chisholm tiene una superficie total de 5.66 km², de la cual 5.66 km² corresponden a tierra firme y (0%) 0 km² es agua.

## Demografía
Según el censo de 2010, había 1.380 personas residiendo en Chisholm. La densidad de población era de 243,74 hab./km². De los 1.380 habitantes, Chisholm estaba compuesto por el 98.19% blancos, el 0.22% eran afroamericanos, el 0.36% eran amerindios, el 0.07% eran asiáticos, el 0% eran isleños del Pacífico, el 0.14% eran de otras razas y el 1.01% pertenecían a dos o más razas. Del total de la población el 1.59% eran hispanos o latinos de cualquier raza.